# Стела Головченко
Стелла Головченко (ісп. Estela Golovchenko; 16 березня 1963. Сан-Хав'єр, Ріо-Негро) — уругвайська драматургиня, акторка і театральна режисерка.

## Біографія
Стелла Головченко народилась у 1963 році в Сан-Хав'єрі, департамент Ріо-Негро. З 1986 року проживає у місті Фрай Бентос, столиці департаменту. У 1986 році вона приєдналась до театральної групи Фрейбентино Teatro sin Fogón.
Стелла пройшла курси акторської майстерності у Серхіо Лаццо та Енріке Пермуя; театральної режисури з Рубеном Яньєсом та Хорхе Курі; постановки з Рубеном Шухмахером; театральної анімації з Антоніо Бальдоміром і Енріке Лайньотом та інші.
У 2004 році Стелла Головченко закінчила майстерню MEC для викладачів сценічного мистецтва, де її вчителями були Карлос Агілера, Грасіела Ескудер, Міріам Глейер, Роберто Джонс, Ізабель Перес, Мері Васкес та Олена Зуасті.

## Кар'єра
З 1997 року вона викладала уроки театру в мерії Ріо-Негро, де керувала муніципальною майстернею театру. З 2015 року Стелла Головченко є директором департаменту освіти і культури департаменту Ріо-Негро.

## Нагороди
Як автор, у 2004 році Стелла отримала премію Флоренсіо Санчеса в категорії «Найкращий текст національного автора». У цій категорії вона також була номінована в 2006 році за «Постріл», а в 2014 році — за «Пісню слів» Есдруюласа. Як акторка, вона отримала премію Флоренсіо Санчеса в 1991 році за виступ у фільмі Pa 'lo grande que es Fray Bentos, режисера Ектора Мануеля Відаля та в 1995 році за «Парад дивних фігур» Карлоса Пайса, режисера Роберто Бускіаццо. Як режисер Стелла Головченко отримала перемогу в 1993 році за режисуру Інодоро Перейра, ель Ренегау, з лібрето Фонтанаррозі.
Стелла Головченко нагороджена першою премією у першому театральному конкурсі Національного театрального фонду (COFONTE) у 2002 році за «Товсті корови». Вона отримала першу премію в номінації «Драматургія» від муніципального уряду Монтевідео у 2005 році за «El Shot». У 2011 році мала нагороду як найкраща акторка від Асоціації театрів інтер'єру (ATI) за її гру у фільмі Аріель Фарасе « Луїза» режисера Роберто Бускіаццо. У 2007 році вона отримала нагороду Моросолі.

## Театральні вистави
- Товсті корови (2002)
- Крапка з комою (2003)
- Прощання (2003)
- Reach With You (2004)
- Постріл (2005)
- Хліб наш щоденний (2007)
- Пісня слів есдружуласа (2014)